# Bufotes
Bufotes é um género de anfíbios da família Bufonidae.

## Espécies
- Bufotes balearicus (Boettger, 1880)
- Bufotes boulengeri (Lataste, 1879)
- Bufotes latastii (Boulenger, 1882)
- Bufotes luristanicus (Schmidt, 1952)
- Bufotes oblongus (Nikolskii, 1896)
- Bufotes pewzowi (Bedriaga, 1898)
- Bufotes pseudoraddei (Mertens, 1971)
- Bufotes siculus (Stöck, Sicilia, Belfiore, Buckley, Lo-Brutto, Lo-Valvo, and Arculeo, 2008)
- Bufotes surdus (Boulenger, 1891)
- Bufotes turanensis (Hemmer, Schmidtler, and Böhme, 1978)
- Bufotes variabilis (Pallas, 1769)
- Bufotes viridis (Laurenti, 1768)
- Bufotes zamdaensis (Fei, Ye, and Huang, 1999)
- Bufotes zugmayeri (Eiselt and Schmidtler, 1973)